# ليو بيرك
ليو بيرك (29 يونيو 1948 – 24 يوليو 2024) هو مصارع محترف كندي، ولد في 29 يونيو 1948 في دورتشستر في كندا.

## روابط خارجية
- ليو بيرك على موقع CageMatch worker (الإنجليزية)